# Premio Amanda 2012
La XXVIII edizione del premio cinematografico norvegese premio Amanda (Amanda Awards in inglese) si è tenuta nel 2012 con i seguenti vincitori.

## Vincitori
- Miglior film - Få meg på, for faen
- Miglior film straniero - Drive
- Miglior attore - Kristoffer Joner per The Orheim Company
- Miglior attrice - Noomi Rapace per Babycall
- Miglior attore non protagonista - Jon Øigarden per Varg Veum - I mørket er alle ulver grå
- Miglior attrice non protagonista - Cecilie A. Mosli per The Orheim Company
- Miglior regista - Joachim Trier per Oslo, 31. august
- Migliore sceneggiatura - Pål Sletaune per Babycall
- Miglior fotografia - Marianne Bakke per Få meg på, for faen
- Miglior sonoro - Tormod Ringnes, Christian Schaanning per Babycall
- Miglior montaggio - Olivier Bugge Coutté per Oslo, 31. august
- Migliore colonna sonora - Peder Kjellsby per Varg Veum – De døde har det godt
- Miglior film per ragazzi - Til siste hinder
- Miglior documentario - Folk ved fjorden
- Miglior film per il pubblico - Headhunters - Il cacciatore di teste
- Premio onorario - Joachim Calmeyer